# Kauai (Childish Gambino)
Kauai è il secondo EP del rapper statunitense Childish Gambino, pubblicato il 3 ottobre 2014 sotto l'etichetta Glassnote Records.

## Il disco
L'EP è stato rilasciato contestualmente al mixtape STN MTN, anch'esso realizzato dal duo Glover-Göransson. A differenza di quest'ultimo, tuttavia, Kauai è stato reso disponibile solamente a pagamento, con l'intento di finanziare la preservazione dell'isola di Kauai.
L'EP è stato anticipato dal rilascio del brano Sober su YouTube, dove è stato diffuso assieme al suo videoclip ufficiale.

## Tracce
Testi e musiche di Donald Glover e Ludwig Göransson.
1. Sober – 4:12
2. Pop Thieves (Make It Feel Good) (feat. Jaden Smith) – 5:09
3. Retro (Rough) – 3:22
4. The Paralisades (feat. Christian Rich) – 3:10 (testo: Glover, Christian Rich – musica: Christian Rich)
5. Poke (feat. Stephen Glover) – 3:36 (testo: Chris Hartz – musica: Chris Hartz)
6. Late Night in Kauai (feat. Jaden Smith) – 4:45
7. V. 3005 (Beach Picnic Version) – 3:45

## Classifiche
| Classifica (2014-22) | Posizione massima |
| -------------------- | ----------------- |
| Regno Unito          | 85                |
| Stati Uniti          | 16                |